# Cheikh Diamanka
Cheikh Diamanka Senghor (Dakar, 20 gennaio 2001) è un calciatore senegalese, attaccante del Fujieda MYFC.

## Carriera

### Club
Il 23 febbraio 2024 viene acquistato dalla squadra bulgara dell'Hebăr Pazardžik.

## Statistiche

### Presenze e reti nei club
Statistiche aggiornate al 22 novembre 2024.
| Stagione               | Squadra                | Campionato             | Campionato | Campionato | Coppe nazionali | Coppe nazionali | Coppe nazionali | Coppe continentali | Coppe continentali | Coppe continentali | Altre coppe | Altre coppe | Altre coppe | Totale | Totale |
| Stagione               | Squadra                | Comp                   | Pres       | Reti       | Comp            | Pres            | Reti            | Comp               | Pres               | Reti               | Comp        | Pres        | Reti        | Pres   | Reti   |
| ---------------------- | ---------------------- | ---------------------- | ---------- | ---------- | --------------- | --------------- | --------------- | ------------------ | ------------------ | ------------------ | ----------- | ----------- | ----------- | ------ | ------ |
| 2020-2021              | Elche Ilicitano        | TD                     | 16         | 2          | -               | -               | -               | -                  | -                  | -                  | -           | -           | -           | 16     | 2      |
| 2021-2022              | Elche Ilicitano        | TDR                    | 21         | 2          | -               | -               | -               | -                  | -                  | -                  | -           | -           | -           | 21     | 2      |
| Totale Elche Ilicitano | Totale Elche Ilicitano | Totale Elche Ilicitano | 37         | 4          |                 | -               | -               |                    | -                  | -                  |             | -           | -           | 37     | 4      |
| 2022-2023              | Coruchense             | CdP                    | 23         | 5          | CP              | 1               | 0               | -                  | -                  | -                  | -           | -           | -           | 24     | 5      |
| feb.-giu. 2024         | Hebăr Pazardžik        | PL                     | 14         | 3          | CB              | 2               | 1               | -                  | -                  | -                  | -           | -           | -           | 16     | 4      |
| 2024-2025              | Hebăr Pazardžik        | PL                     | 13         | 0          | CB              | 1               | 0               | -                  | -                  | -                  | -           | -           | -           | 14     | 0      |
| Totale Hebăr Pazardžik | Totale Hebăr Pazardžik | Totale Hebăr Pazardžik | 27         | 3          |                 | 3               | 1               |                    | -                  | -                  |             | -           | -           | 30     | 4      |
| Totale carriera        | Totale carriera        | Totale carriera        | 87         | 12         |                 | 4               | 1               |                    | -                  | -                  |             | -           | -           | 91     | 13     |